# منشورات وليدوف
مَنْشُورَات وَلِيدُوف هي دار نشر عربية تونسية، أسسها الكاتب وليد سليمان بمدينة تونس عام 2008. وهي دار مختصة في طباعة ونشر الكتب الأدبية والثقافية.

## المنشورات
- ساعة أينشتاين الأخيرة (وليد سليمان، 2008)
- كوابيس مرحة (وليد سليمان، 2016)